# Antonio Boroni
Antonio Boroni, auch Baroni, Borroni, Buroni, Burroni (* 1738 in Rom; † 21. Dezember 1792 ebenda) war ein italienischer Komponist.

## Leben
Boroni studierte bei (Padre) Giambattista Martini in Bologna und bei Lorenzo Fago am Conservatorio Pietà dei Turchini in Neapel. 1761 brachte er seine erste opera buffa La moda in Turin zur Aufführung. Auch in Venedig, Treviso, Dresden und Prag wurden seine Opern bald gespielt. Mit der Bustelli Operncompanie ging er 1767/68 nach Prag (Artaserse und Didone) und danach nach Dresden. Von 1770 bis 1777 war Boroni Hofkapellmeister in Stuttgart, wo er als Nachfolger von Niccolo Jommelli hauptsächlich opéras comiques komponierte. Während dieser Zeit lehrte er auch an der Hohen Karlsschule. 1777 kehrte er nach Rom zurück, wo im Karneval 1778 seine letzte Oper Enea nel Lazio herauskam. Bis zu seinem Tod war Boroni maestro di cappella an San Pietro in Vaticano und ab 1790 zusätzlich an San Apollinare am Collegium Germanicum in Rom.
Zu seinen Schülern zählte u. a. Muzio Clementi.

## Nachwirken
2015 wurde sein dramma giocoso L'amore in musica, das er für die Herbst-Stagione des Jahres 1763 des Teatro Giustiniani in Venedig komponiert hatte, beim Festival Barokních umení in Cesky Krumlov neu auf die Bühne gebracht. Eine handschriftliche Partitur befindet sich in der Musiksammlung der Österreichischen Nationalbibliothek.

## Werke
Boroni verfasste circa fünfzehn Opern, Konzerte, Sinfonien und etliche Messen, Motetten sowie weitere Kirchenmusik. Die folgende Liste basiert auf den Angaben bei Grove Music Online und Corago.

### Bühnenwerke
- L’unzione del reale profeta Davide, azione sacra; Libretto: Carlo Goldoni; 23. März 1760, Venedig[2]
- La moda, dramma giocoso per musica; Libretto: Pietro Cipretti; 1761, Turin; 1769 in Venedig und Turin, 1771 in Barcelona und Dresden, 1772 in Brescia und Ferrara, 1773 in Casale Monferrato, 1774 in Köln, 1775 in Vercelli[3]
- Demofoonte, dramma per musica (enthält auch Musik anderer Komponisten); Libretto: Pietro Metastasio; Messe 1761, Senigallia, Teatro Comunale; 1762 in Vicenza[4]
- La pupilla rapita, dramma giocoso per musica (mit Saverio Laurenti); Herbst 1763, Venedig, Teatro San Moisè[5]
- L’amore in musica, dramma giocoso; Libretto: Francesco Griselini; 15. Oktober 1763, Venedig, Teatro San Moisè; viele weitere Produktionen bis 1775[6]
- Siroe, dramma per musica; Libretto: Pietro Metastasio; 1764, Venedig, Teatro San Salvatore[7]
- Sofonisba, dramma per musica; Libretto: Mattia Verazi; Mai 1764, Venedig, Teatro San Salvatore; 1765 in Pavia, 1766 in Prag[8]
- Le villeggiatrici ridicole, dramma comico per musica; Libretto: Antonio Bianchi; Herbst 1765, Venedig, Teatro San Cassiano[9]
- La notte critica, dramma giocoso per musica; Libretto: Carlo Goldoni; Karneval 1766, Venedig, Teatro San Cassiano; 1768 in Dresden[10]
- Artaserse, dramma per musica; Libretto: Pietro Metastasio; Januar 1767, Prag, Theater an der Kotzen; 1770 in Verona[11]
- La Didone, dramma per musica; Libretto: Pietro Metastasio; Karneval 1768, Prag, Theater an der Kotzen (Hoftheater)[12]
- Il carnovale, dramma giocoso; Libretto: Pietro Chiari; Oktober (?) 1769, Dresden, Hoftheater; 1770 in Venedig, 1771 in Brescia und Verona, 1773 in Ljubljana, 1780 in Ravenna[13]
- Le orfane svizzere, dramma giocoso per musica; Libretto: Pietro Chiari; Herbst 1770, Venedig, Teatro San Moisè; 1771 in Verona und Dresden, 1772 in Casale Monferrato, Corno und Monza, 1773 in Lodi und Lissabon, 1774 in Livorno, 1775 in Bastia, 1777 in Wien, 1783 in Gorizia[14]
- Le contadine furlane, dramma giocoso per musica; Libretto: Pietro Chiari; Karneval 1771, Venedig, Teatro San Moisè; 1775 in Dresden[15]
- Le déserteur, drame; Libretto: Jean François Sedaine de Sarcy; 14. Dezember 1774, Stuttgart[16]
- L’amour fraternel, opera-ballet allégorique; Libretto: Joseph Uriot; Juni 1775, Stuttgart[17]
- Zémire et Azor, comédie-ballet; Libretto: Joseph Uriot nach Jean-François Marmontel; 14. Dezember 1775, Stuttgart, großes Theater[18]
- L’isola disabitata, intermezzo; Libretto: Pietro Metastasio; 31. Dezember 1775, Stuttgart (?)[19]
- Festa allegorica; Libretto: Joseph Uriot; 10. Januar 1777, Stuttgart, Hoftheater[20]
- Enea nel Lazio, dramma per musica; Libretto: Vittorio Amedeo Cigna-Santi; 14. Februar 1778, Rom, Teatro Argentina[21]
- Il ferravecchio, ossia La moglie vana, intermezzo buffo; Karneval 1768, Bergamo[22]
- La gara de’ numi nel tempio d’Apollo; 16. Februar 1772, Stuttgart, Schloss Solitude[23]
- La pace fra la Virtù e la Bellezza, Kantate; 1779 (?), Rom (?)[24]

### Geistliche Musik
- Viele Messen, Motetten, Psalmen, Litaneien und Cantica
- Quid retribuam Domino für zwei Stimmen und Orgel; in Pubblicazione periodica di musica sacra, Rom 1878–1781
- Verbum caro für zwei Stimmen und Orgel; in Pubblicazione periodica di musica sacra, Rom 1878–1781
- Magnificat für vier Stimmen und Orgel; in Pubblicazione periodica di musica sacra, Rom 1878–1781

### Sonstiges
- Eine Ode in 6 ode di Oratio; London um 1775
- Sinfonie D-Dur; Leipzig 1772
- Ouvertüre D-Dur; Paris (vielleicht identisch mit der Sinfonie)
- Flötenkonzert
- Fagottkonzert (erwähnt von Gerber)
- Rondeau